# 박영화 (성우)
박영화(1957년 7월 21일 ~ )는 한국의 남자 성우다. 1977년 연극 배우로 활동하다가 1983년 MBC 9기 공채 성우로 데뷔했다.

## 주요 출연작품

### 애니메이션
※전체 출연작은 외부 링크를 참조
- 소닉 X (재능TV) - 닥터 에그맨
- 고르고 13 (투니버스) - 파블로
- 데스노트 (챔프) - 와타리
- 돌격! 빠빠라대 (대교) - 닌자 (토비카게)
- 모험왕 걸리버 (MBC) - 오토
- 몬스터 팜 (SBS) - 골렘
- 바람돌이 소닉 (MBC) - 그라운데
- 슈퍼 K (MBC) - 마이크 (나중)
- 시간 탐험대 (MBC) - 레오나르도 박사
- 신암행어사 (MOVIE) - 밀수업자
- 신비한 바다의 나디아 (MBC) - 에어튼 / 에이코프 (나중)
- 올림포스 가디언 (SBS) - 아가멤논 (34화)
- 요술공주 밍키 (SBS) - 고엘 사장 / 함장
- 이누야샤 (애니원)
- 절대무적 라이징오 (MBC) - 베르체
- 축구왕 슛돌이 (SBS) - 시저
- 카우보이 비밥 (투니버스) - 로코 (8화)
- 커렉터 유이 (애니원) - 바이러스
- 컴퓨터 형사 가제트 (MBC)
- 타이의 대모험 (SBS) - 크로커다일
- 톰 소여의 모험 (MBC) 다수
- 틴틴의 모험 (MBC) - 하독선장
- 헌터X헌터 (애니원) - 제노 (35화)
- 금색의 갓슈벨, 갓슈벨Final (챔프) - 나조나조 박사
- 늑대기사 실반 (SBS)
- 우주보안관 장고 (MBC)
- 가이스터즈 (MBC) - 에프로스 / 유노가병사B / 사라키아병사A
- 스탈라의 마법여행 (MBC)
- 용감한 죠리 (MBC)
- 기파이터 태랑 (MBC)
- 보그맨 특공대
- 알쏭달쏭 빅터 (SBS) - 할아버지
- 스피어즈 (MBC) - 나연 아빠 / 안일환 교장 선생님 / 로버트 수상
- 꼬마탐정 브루노 (MBC) - 아빠
- 슈팅 바쿠간 (투니버스) - 프레데터
- 요술고양이 펠릭스 (SBS)
- 셰익스피어 명작만화 (SBS) - 소년의 할아버지(겨울이야기) / 카도로스(몽테크리스토 백작)
- 동화 읽어주는 TV (MBC)
- 소년탐정 김전일 Original (애니박스) - 이와타 에이키쿠
- 오스카 오케스트라 (투니버스) - 몬티
- 개구쟁이 삐뽀 (애니원) - 아빠
- 알렉산더 (애니원) - 파르메논
- 파이터 바키 (애니원) - 유리 차이코프스키 / 도쿠가와 미츠나리(남상현)
- 원피스 New 홀케이크 아일랜드 편 (애니박스),(애니원) - 빈스모크 저지
- 슬레이어즈 고저스 (애니박스) - 가이즈나
- 마징카이저 (애니원) - 아수라(남) / 드레이드
- 동물 보물섬 (MBC)
- 마이티 마우스 (MBC)
- 도단이 (MBC) - 씨름 심판
- 에어리어 88 (애니맥스) - 라반데르
- 침묵의 함대 (애니박스) - 다케가미
- 집없는 곰 텐저린 (애니박스) - 윙클
- 코코빌 (어린이TV)
- 천계왕자 칭칭 (재능TV) - 슈퍼 제우스
- 우당탕 무술학교 (재능TV) - 산적
- 크러시기어 니트로 (재능TV) - 마호평
- 바우와우 (VIDEO)
- 알렉산더 전기 극장판 (VIDEO) - 파르레논
- 누들누드2
- 지옥소녀 (애니맥스) - 경찰관
- 루팡 3세 (투니버스) - 가니마르 3세 / 경시청 국장 외
- 몬스터 (투니버스) - 메스너
- 출격 로보텍 (SBS) - 엑세돌
- 기갑경찰 메탈잭 (투니버스) - 정직
- 용하다 용해, 무대리 (VIDEO) - 박 과장
- 로빈 훗의 모험 (MBC)
- 그림명작동화 (MBC)
- 코토우라양 (애니박스) - 스님
- 벨제바브 (챔프TV)
- 신비아파트: 고스트볼X의 탄생 (투니버스) - 인큐버스

### 애니메이션 영화
- 손오공 : 돌원숭이의 탄생 - 곤륜 (우마왕)
- 리틀 네모 - 이카루스
- 짱구는 못말려 극장판: 폭풍수면! 꿈꾸는 세계 대돌격 - 유몽해
- 파이널 판타지 (MBC) - 의원(제임스 우즈)

### 영화
- 프렌치 키스2 (SBS)
- 패트리어트 (SBS) - 하워드 (조이 D. 비에이라)
- 더 록 (SBS)
- 솔드 아웃 (SBS)
- 천녀유혼 2 (SBS) - 부청풍의 동료(왕력)
- 미 마이셀프 앤드 아이린 (SBS)
- FBI 기동타격대 (SBS)
- 스노우보더 (SBS)
- 아직은 사랑을 몰라요 (SBS)
- 앱솔루트 파워 (SBS)
- 맥시멈 리스크 (SBS)
- 에어 포스 원 (SBS)
- 와일드 와일드 웨스트 (SBS)
- 구름 속의 산책 (SBS)
- 늑대와 춤을 (SBS)
- 아내는 스모왕 (SBS)
- 방세옥 2 (SBS) - 진가락의 제자
- 사랑과 영혼 (SBS)
- 이연걸의 히트맨 (SBS) - 츠카모토의 손자의 부하(엽광검)
- 알렉산더 (MBC) - 헤파이스티온 (자레드 레토)
- 세컨드 와이프 (SBS)
- 해리포터와 비밀의 방 (SBS)
- 세컨핸드 라이온스 (MBC)
- 디 아워스 (MBC)
- 뉴문 (MBC)
- 취권 2 (SBS) - 노동자(전가락)
- 더티 해리 4 - 써든 임팩트 (MBC)
- 어느 멋진 날 (MBC)
- 시빌 액션 (MBC) - 라일리 (댄 헤다야)
- 사선에서 (MBC)
- 붉은 가마 (MBC)
- 이너스페이스 (MBC)
- 부라보 투 제로 (MBC)
- 페이지 마스터 (KBS)
- 단테스 피크 (SBS) - 그렉 (그랜트 헤스로브)
- 천녀유혼3 (MBC) - 흑산요괴
- 프리잭 (MBC)
- 리틀 빅 히어로 (MBC) - 엘리엇 (돈 예소)
- 배트맨과 로빈 (SBS) - 프로스티(조 사바티노) / 간수(제시 벤투라)
- 플래툰 (MBC) - 울프 중위(마크 모지스)
- 에이스 벤츄라 (SBS)
- 아이언 이글 (SBS) - 킹슬리(데이빗 그린리)
- 누가 로저 래빗을 모함했나(MBC) - 베니(찰스 플라이셔)
- 파더스 데이(SBS) - 러스(찰스 라킷)
- 언제나 마음은 태양(MBC) - 잉엄(피터 어티러드)
- 머나먼 여정(MBC) - 경찰(에드 버나드)
- 리썰 웨폰 3(MBC) - 트래비스의 부하(폴 투에프)

### 외화
- 울트라맨 메비우스 (재능TV) - 나문제
- B-로봇 가브타크 (재능TV) - 고박사 / 가니런
- 머나먼 정글 (MBC) - 마빈 존슨(스탠 포스터)
- 파워레인저 매직포스 (재능TV) - 브랑켄 / 마수인 가램 그램린 / 키리카게 / 코발트 블루 라테스 / 드레이크 / 루시의 애인2 / 마수인 인큐버스 / 움마
- CSI 과학수사대 (MBC)
- 파워레인저 SPD (투니버스) - 아브렐라
- 명란이 매콤해 (KNN)

### 방송
- 배한성 배칠수의 고전열전 (MBC 표준FM) - 내관1